# Ex libris (Reihe)
Ex libris ist eine Buchreihe des Verlag Volk und Welt Berlin.
Die Ausgaben enthalten jeweils ein herausgehobenes Werk der wichtigsten ausländischen Autoren des 20. Jahrhunderts.
Die Bücher sind mit einem Schutzumschlag versehen und haben ein einheitliches Layout, was Schutzumschlag und Leineneinband betrifft. Auf dem Schutzumschlag findet sich der Schriftzug ex libris.
Sehr viele Bücher dieser Buchreihe sind in mehreren Auflagen erschienen, mitunter auch mehrfach beim Verlag Volk und Welt Berlin. Nur genau die Bücher mit der jeweiligen genannten Auflage gehören auch zur Serie ex libris. Die folgende Liste erhebt Anspruch auf Vollständigkeit.

## Werke der Reihe, nach Autor sortiert

Beispiel Titelbild von Takazhi Shivashankara Pillai

### A
- Abe, Kōbō: Die Frau in den Dünen (4. Auflage 1981, 247 S.)
- Aitmatow, Tschingis: Der Tag zieht den Jahrhundertweg (3. Auflage 1983, 433 S.)
- Akutagawa Ryūnosuke: Rashomon. Ausgewählte Kurzprosa (2. Auflage 1982, 570 S.)
- Alejchem, Scholem: Die Geschichte von Tewje dem Milchhändler (2. Auflage 1977, 239 S.)
- Amado, Jorge: Werkstatt der Wunder (2. Auflage 1978, 419 S.)
- Andersch, Alfred: Efraim (1. Auflage 1990 397 S.)
- Andrić, Ivo: Die Brücke über die Drina (1. Auflage 1985, 487 S.)
- Aragon, Louis: Spiegelbilder (3. Auflage 1980, 558 S.)
- Arguedas, José María: Die tiefen Flüsse (2. Auflage 1980, 348 S.)
- Asturias, Miguel Ángel: Die Maismänner (2. Auflage 1985, 466 S.)

### B
- Babel, Isaak: Prosa. (Hrsg. von Fritz Mierau) (1. Auflage 1983, 606 S.)
- Baklanow, Grigori: Juli 41 (2. Auflage 1988, 286 S.)
- Baldwin, James: Eine andere Welt (4. Auflage 1988, 544 S.)
- Barbusse, Henri: Das Feuer. Tagebuch einer Korporalschaft (1. Auflage 1986, 535 S.)
- Bassani, Giorgio: Die Gärten der Finzi-Contini (2. Auflage 1981, 337 S.)
- Beauvoir, Simone de: Das Blut der anderen (3. Auflage 1984, 337 S.)
- Bellow, Saul: Herzog (2. Auflage 1979, 481 S.)
- Ben-Gavriêl, M. Y.: Das Haus in der Karpfengasse (3. Auflage 1985, 280 S.)
- Bergman, Ingmar: Szenen einer Ehe. Herbstsonate; Aus dem Leben der Marionetten. Filmszenarien (1. Auflage 1983, 378 S.)
- Block, Alexander: Lyrik und Prosa. (Hrsg. von Fritz Mierau) (1. Auflage 1982, 596 S.)
- Böll, Heinrich: Haus ohne Hüter (2. Auflage 1987, 394 S.)
- Breza, Tadeusz: Audienz in Rom (4. Auflage 1979, 326 S.)
- Broch, Hermann: Der Tod des Vergil (2. Auflage 1981, 556 S.)
- Bulgakow, Michail: Der Meister und Margarita (3. Auflage 1979, 500 S.)

### C
- Calvino, Italo: Der Ritter, den es nicht gab. Der geteilte Visconte. Der Baron auf den Bäumen. (3. Auflage 1984, 606 S.)
- Camus, Albert: Prosa (1. Auflage 1977, 646 S.)
- Canetti, Elias: Die Blendung (3. Auflage 1978, 597 S.)
- Capote, Truman: Kaltblütig. Wahrheitsgemäßer Bericht über einen mehrfachen Mord und seine Folgen (5. Auflage 1985, 496 S.)
- Chandler, Raymond: Der tiefe Schlaf. Der lange Abschied. Chandler über Chandler (1. Auflage 1977, 629 S.)

### D
- Dagerman, Stig: Schwedische Hochzeitsnacht (3. Auflage 1984, 282 S.)
- Déry, Tibor: Die Geschichte vom Leben und Sterben des heiligen Ambrosius, Bischof von Mailand (3. Auflage 1981, 382 S.)
- Dürrenmatt, Friedrich: Der Richter und sein Henker. Die Panne. Das Versprechen (1. Auflage 1979, 343 S.)

### E
- Eco, Umberto: Der Name der Rose (4. Auflage 1989, 729 S.)

### F
- Fadejew, Alexander: Die Neunzehn (5. Auflage 1979, 262 S.)
- Faulkner, William: Licht im August (4. Auflage 1985, 579 S.)
- Forster, Edward Morgan: Auf der Suche nach Indien (2. Auflage 1980, 423 S.)
- Frisch, Max: Stiller (3. Auflage 1982, 451 S.)
- Fuentes, Carlos: Der Tod des Artemio Cruz (2. Auflage 1982, 351 S.)
- Furmanow, Dmitri Andrejewitsch: Tschapajew (3. Auflage 1985, 430 S.)

### G
- Genet, Jean: Tagebuch eines Diebes (1. Auflage 1989, 347 S.)
- Gide, André: Die Verliese des Vatikan. Die Falschmünzer (3. Auflage 1985, 683 S.)
- Golding, William: Herr der Fliegen (2. Auflage 1987, 294 S.)
- Gorki, Maxim: Die Mutter (1. Auflage 1984, 469 S.)
- Greene, Graham: Der stille Amerikaner (4. Auflage 1978, 265 S.)

### H
- Hammett, Dashiell: Der Malteser Falke. Der dünne Mann (1. Auflage 1982, 514 S.)
- Hašek, Jaroslav: Die Abenteuer des braven Soldaten Schwejk [2 Bände] (1. Auflage 1986, 497/441 S.)
- Heller, Joseph: Der IKS-Haken (6. Auflage 1986, 694 S.)
- Hildesheimer, Wolfgang: Mozart (3. Auflage 1988, 533 S.)
- Hochhuth, Rolf: Eine Liebe in Deutschland (4. Auflage 1988, 366 S.)
- Hrabal, Bohumil: Erzählungen (1. Auflage 1984, 516 S.)

### I
- Ilf, Ilja; Petrow, Jewgeni: Zwölf Stühle (3. Auflage 1982, 396 S.)

### J
- James, P. D.: Ein reizender Job für eine Frau (5. Auflage 1988, 324 S.)
- Jehoshua, Abraham B. (Yehôsua, Avraham B.): Späte Scheidung (1. Auflage. 1991, 541 S.)

### K
- Kadare, Ismail: Der General der toten Armee (2. Auflage 1988, 300 S.)
- Kafka, Franz: Das Schloss (1. Auflage 1987, 458 S.)
- Katajew, Valentin: Das Gras des Vergessens (2. Auflage 1987, 305 S.)
- Kazantzakis, Nikos: Alexis Sorbas. Abenteuer auf Kreta (4. Auflage 1978, 378 S.)
- Krleža, Miroslav: Die Rückkehr des Filip Latinovicz (2. Auflage 1983, 298 S.)

### L
- Laxness, Halldór: Das Fischkonzert (1. Auflage 1988, 383 S.)
- Lem, Stanisław: Sterntagebücher (4. Auflage 1978, 553 S.)
- Leonow, Leonid: Der russische Wald [2 Bände] (3. Auflage 1978, 435/463 S.)
- Linna, Väinö: Der unbekannte Soldat (auch veröffentlicht unter dem Titel Kreuze in Karelien) (4. Auflage 1978, 515 S.)
- Lowry, Malcolm: Unter dem Vulkan (2. Auflage 1984, 562 S.)

### M
- Mailer, Norman: Die Nackten und die Toten [2 Bände] (4. Auflage 1978, 513/363 S.)
- Malamud, Bernard: Der Fixer (3. Auflage 1983, 438 S.)
- Malraux, André: So lebt der Mensch (2. Auflage 1981, 395 S.)
- Manger, Itzik: Das Buch vom Paradies (2. Auflage 1982, 246 S.)
- Márquez, Gabriel García: Hundert Jahre Einsamkeit (1. Auflage 1989, 503 S.)
- Martin du Gard, Roger: Die Thibauts. Die Geschichte einer Familie [4 Bände] (2. Auflage 1979, 555/408/582/597 S.)
- Maugham, William Somerset: Julia, du bist zauberhaft (4. Auflage 1983, 320 S.)
- McCullers, Carson: Das Herz ist ein einsamer Jäger (3. Auflage 1982, 412 S.)
- Mitchell, James Leslie: Ein schottisches Buch (Romanfolge): Der lange Weg durchs Gintermoor. Wolken über der Ebene. Flamme in grauem Granit [2 Bände] (1. Auflage 1986, 567/479 S.)
- Moravia, Alberto: Die Römerin (1. Auflage 1987, 526 S.)
- Muschg, Adolf: Texte: Erzählungen. Literatur als Therapie? (1. Auflage 1989, 497 S.)
- Musil, Robert: Der Mann ohne Eigenschaften [4 Bände] (2. Auflage 1980, 510/498/587/526 S.)

### N
- Nabokov, Vladimir: Lolita (1. Auflage 1989, 458 S.)
- Newerly, Igor: Das Waldmeer. Im Reich des Tigers (4. Auflage 1987, 651 S.)

### O
- Okudshawa, Bulat: Begegnung mit Bonaparte (2. Auflage 1990, 417 S.)
- Oyono, Ferdinand: Der alte Mann und die Medaille (2. Auflage 1981, 194 S.)

### P
- Paludan, Jacob: Gewitter von Süd (2. Auflage 1985, 751 S.)
- Pillai, Takazhi Shivashankara: Der rote Fisch (2. Auflage 1988, 249 S.)
- Platonow, Andrej: In der schönen und grimmigen Welt (3. Auflage 1981, 587 S.)
- Polewoi, Boris: Der wahre Mensch (4. Auflage der erweiterten Ausgabe 1980, 397 S.)
- Pozner, Vladimir: Die Verzauberten. Spanien erste Liebe, Der Ulmengrund (1. Auflage 1987, 328 S.)
- Pratolini, Vasco: Chronik armer Liebesleute (4. Auflage 1979, 483 S.)
- Puig, Manuel: Der Kuss der Spinnenfrau (1. Auflage 1990, 348 S.)
- Putrament, Jerzy: Der General (2. Auflage 1977, 463 S.)

### R
- Ramuz, Charles Ferdinand: Vier Romane: Aline. Die Trennung der Rassen. Farinet oder das falsche Geld. Derborence (1. Auflage 1990, 570 S.)
- Rasputin, Valentin: Abschied von Matjora (4. Auflage 1985, 337 S.)
- Rebreanu, Liviu: Der Aufstand (3. Auflage 1984, 635 S.)
- Roth, Joseph: Radetzkymarsch (1. Auflage 1984, 457 S.; 2. Auflage 1990, 446 S.)
- Roumain, Jacques: Herr über den Tau (5. Auflage 1977, 225 S.)
- Rulfo, Juan: Pedro Páramo. Der Llano in Flammen (1. Auflage 1983, 322 S.)

### S
- Sadoveanu, Mihail: Geschichten am Lagerfeuer (2. Auflage 1988, 459 S.)
- Salinger, Jerome D.: Der Fänger im Roggen (4. Auflage 1979, 232 S.)
- Sartre, Jean-Paul: Die Wörter (1. Auflage 1988, 263 S.)
- Scholochow, Michail: Der stille Don [4 Bände] (11. Auflage 1977, 449/434/478/449 S.)
- Schulz, Bruno: Die Zimtläden und andere Erzählungen (2. Auflage 1982, 272 S.; Nachwort Jutta Janke)
- Schukschin, Wassili: Erzählungen (1. Auflage 1984, 490 S.)
- Schwarz-Bart, André: Der Letzte der Gerechten (4. Auflage 1982, 440 S.; Nachwort Henryk Keisch)
- Selimović, Mehmed Meša: Der Derwisch und der Tod (3. Auflage 1980, 514 S.)
- Sillitoe, Alan: Samstagnacht und Sonntagmorgen (3. Auflage 1985, 342 S.)
- Simenon, Georges: Drei Fälle aus dem Leben des Kommissars Maigret (2. Auflage 1983, 486 S.)
- Simonow, Konstantin: Tage und Nächte (6. Auflage 1981, 370 S.)
- Sjöwall, Maj; Wahlöö, Per: Der lachende Polizist (3. Auflage 1981, 271 S.)
- Solowjow, Leonid: Die Schelmenstreiche des Nasreddin (7. Auflage 1986, 331 S.)
- Sostschenko, Michael: Das Himmelblaubuch (1. Auflage 1987, 460 S.)
- Stancu, Zaharia: Barfuß (2. Auflage 1978, 539 S.)
- Steinbeck, John: Früchte des Zorns (5. Auflage 1984, 694 S.)
- Sundman, Per Olof: Ingenieur Andrées Luftfahrt (4. Auflage 1980, 455 S.)
- Szabo, Magda: Das Fresko (2. Auflage 1987, 254 S.)

### T
- Tagore, Rabindranath: Das Heim und die Welt (3. Auflage 1978, 301 S.)
- Tanizaki, Junichiro: Insel der Puppen (3. Auflage 1983, 215 S.)
- Tomasi di Lampedusa, Giuseppe: Der Leopard (1. Auflage 1986, 358 S.)
- Traven, B.: Das Totenschiff. Die Geschichte eines amerikanischen Seemanns (4. Auflage 1986, 380 S.)
- Trifonow, Juri: Zeit und Ort. Das umgestürzte Haus (2. erweiterte Auflage 1989, 516 S.)
- Tynjanow, Juri: Der Tod des Wesir-Muchtar (3. Auflage 1986, 635 S.)

### U
- Updike, John: Der Zentaur (3. Auflage 1987, 405 S.)

### W
- Wolfe, Thomas: Schau heimwärts, Engel!. Eine Geschichte vom begrabnen Leben (6. Auflage 1981, 641 S.)